# 7150 McKellar
7150 McKellar eller 1929 TD1 är en asteroid i huvudbältet som upptäcktes den 11 oktober 1929 av den amerikanske astronomen Clyde Tombaugh vid Lowell-observatoriet. Den är uppkallad efter den kanadensiske astronomen Andrew McKellar.
Asteroiden har en diameter på ungefär 8 kilometer och den tillhör asteroidgruppen Nysa.